# Pontós
Pontós ist eine katalanische Gemeinde (municipio) mit 290 Einwohnern (Stand: 2024) in der Provinz Girona im Nordosten Spaniens. Sie liegt in der Comarca Alt Empordà. Die Gemeinde besteht neben dem Hauptort Pontós aus der Ortschaft Romanya del Ampurdán.

## Lage
Pontós liegt etwa 38 Kilometer nördlich von Girona auf einer Höhe von ca. 230 m.  

## Bevölkerungsentwicklung
| Jahr      | 1960 | 1970 | 1981 | 1991 | 2001 | 2011 | 2021 |
| Einwohner | 393  | 324  | 223  | 193  | 223  | 235  | 265  |

## Sehenswürdigkeiten
- Burgruine von Pontós
- archäologische Grabungsstätte Mas Castellar

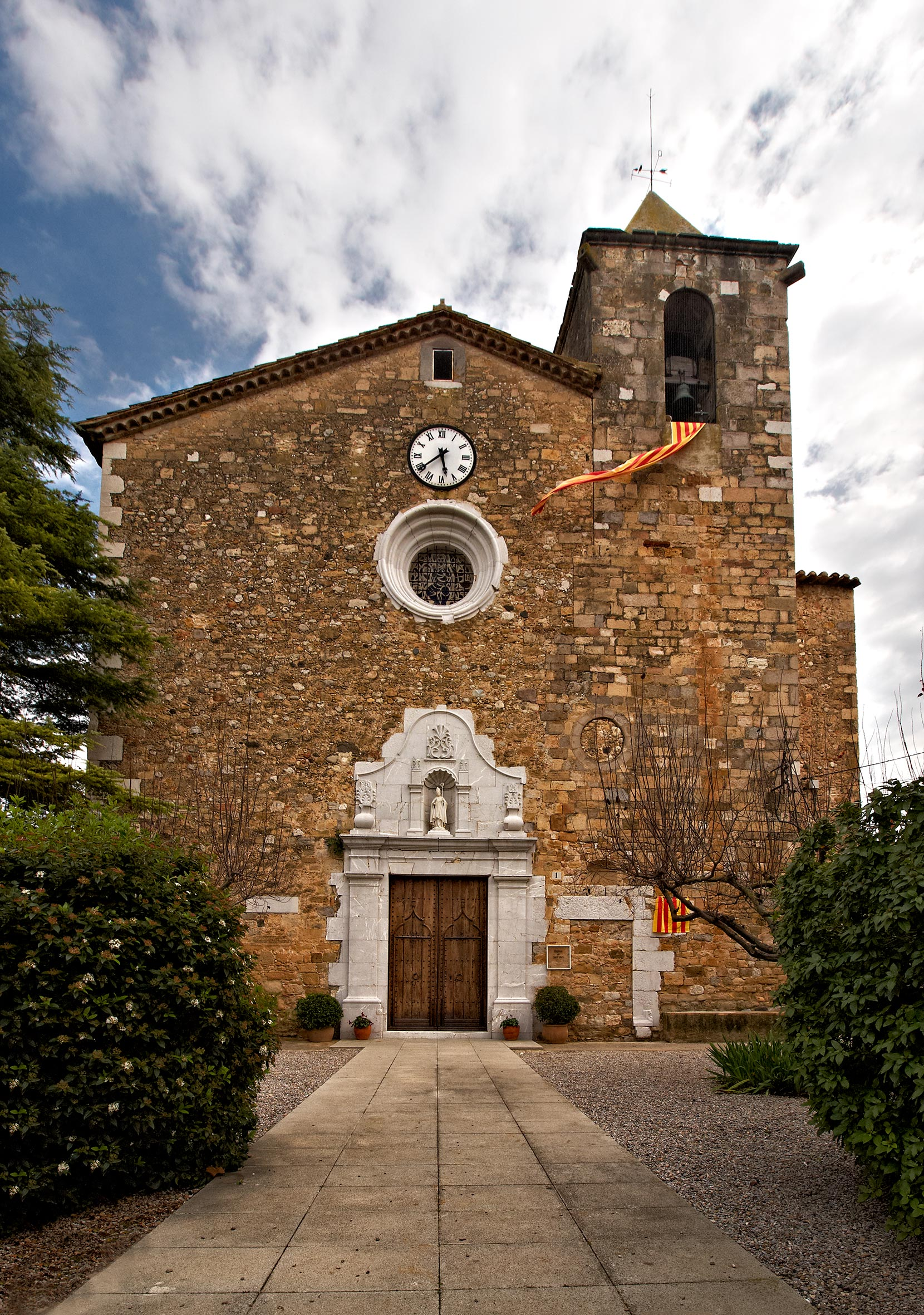
Martinskirche
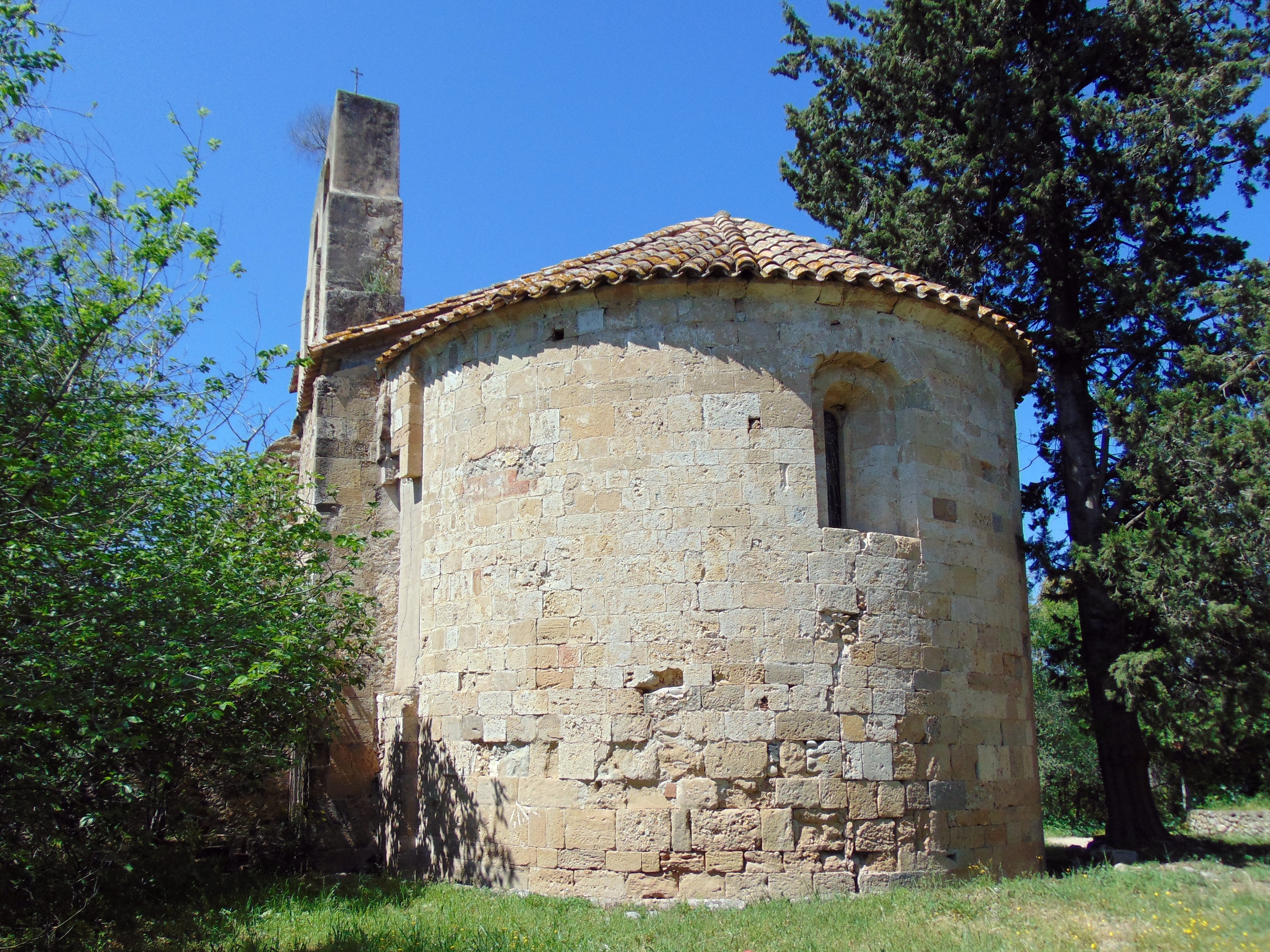
Medir-und-Celonius-Kirche
- Ruine eines Marienheiligtums
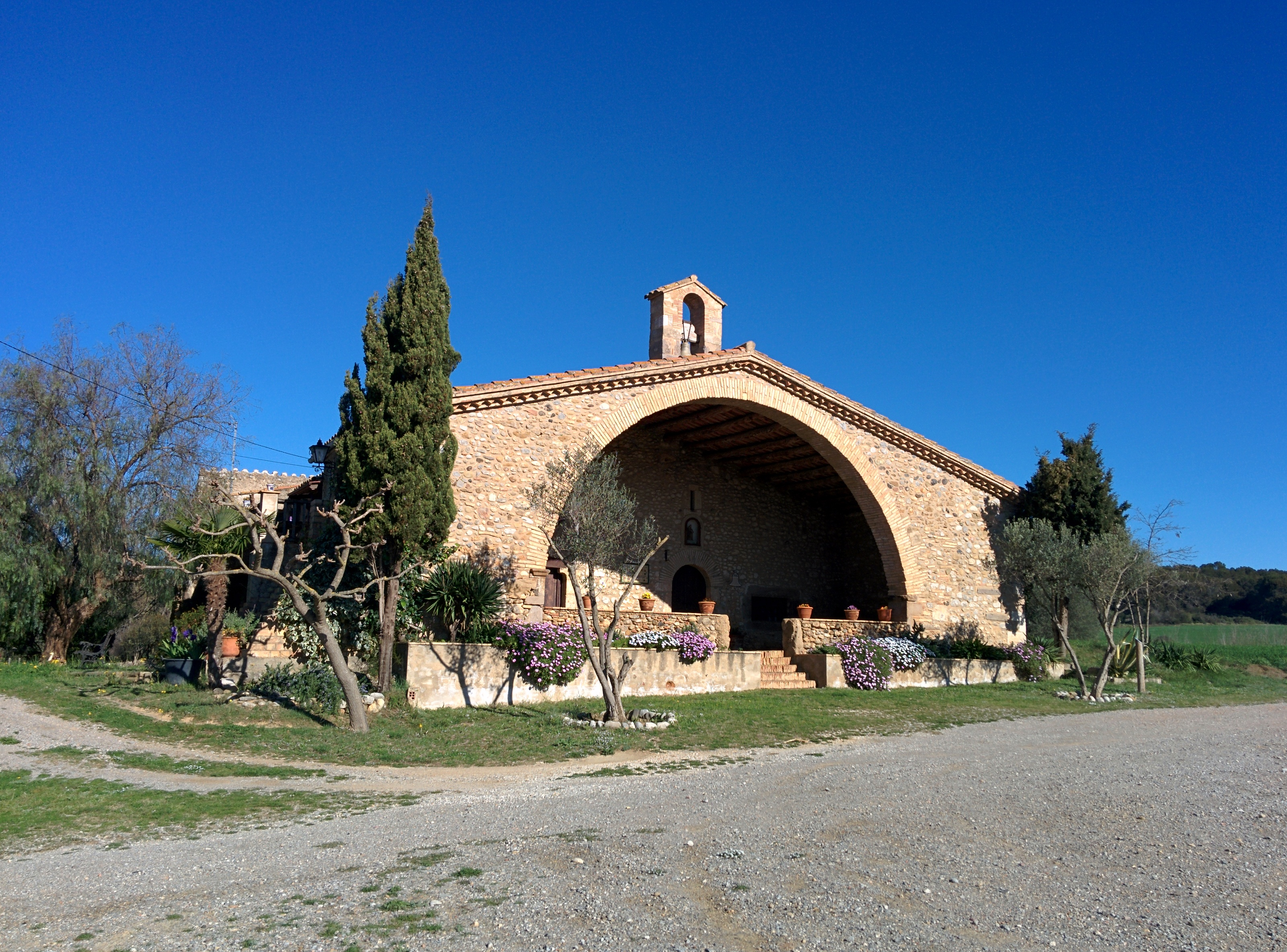
Annenkapelle

- Martinskirche
- Medir-und-Celonius-Kirche
- Annenkapelle